# Camp Nou
Il Camp Nou, noto anche come Nou Camp e per ragioni di sponsorizzazione come Spotify Camp Nou, è uno stadio calcistico ubicato nel quartiere Les Corts della città spagnola di Barcellona.
Di proprietà del Futbol Club Barcelona, ospita gli incontri casalinghi della sua prima squadra dal 1957. Con una capacità di 99 354 spettatori, è l'impianto più capiente di Spagna e d'Europa, davanti al nuovo Wembley di Londra (90 000) e allo stadio Giuseppe Meazza di Milano (81 277). Per le dimensioni (55.000 m²) è il più grande d'Europa, terzo nel mondo dopo il campo di San Paolo in Brasile e lo stadio di Città del Messico.
Fino al 2001 la struttura era nota ufficialmente come Estadi del Futbol Club Barcelona. In seguito, un referendum tra i soci del club decretò il cambio del nome in Camp Nou ("campo nuovo" in italiano), denominazione con la quale l'impianto era indicato informalmente fin dall'epoca della sua costruzione, che deriva dal fatto che fu realizzato in sostituzione del vecchio Camp de Les Corts. Inaugurato il 24 settembre 1957, nel 1998 è stato inserito nella categoria 4 della classificazione UEFA. Vicino all'imponente struttura erano presenti altre installazioni del club come La Masia e il Mini Estadi, lo stadio in cui giocava la seconda squadra del Barcellona.
Il Camp Nou ha ospitato due finali di Coppa dei Campioni/UEFA Champions League: la prima il 24 maggio 1989, quando il Milan sconfisse la Steaua Bucarest per 4-0; la seconda il 26 maggio 1999, in occasione della vittoria del Manchester United sul Bayern Monaco per 2-1. In totale sono cinque le finali europee svoltesi al Camp Nou, a cui si aggiungono le numerose finali di Coppa del Re e le partite delle fasi finali del campionato d'Europa del 1964, del campionato del mondo del 1982 e l'Olimpiade del 1992.

## Storia
Nel 1954 il presidente del Barcellona, Francesc Miró-Sans, decise che era arrivato il momento di costruire un nuovo impianto, così da lasciare il vecchio Camp de Les Corts, che non poteva essere ampliato, e nello stesso tempo rispondere al Real Madrid, che da poco aveva eretto lo stadio Santiago Bernabéu. Il progetto, realizzato dagli architetti Francesc Mitjans, Lorenzo García-Barbón e Josep Soteras, costò al Barcellona 288 milioni di pesetas.
La posa della prima pietra dell'Estadi del FC Barcelona, che da subito iniziò a essere denominato Camp Nou, avvenne il 28 marzo 1954. I lavori di costruzione durarono fino al 1957, mentre lo stadio venne inaugurato il 24 settembre dello stesso anno: per l'occasione fu organizzata un'amichevole contro il Legia Varsavia, terminata con il risultato di 4-2 in favore del Barcellona, con Eulogio Martínez autore del primo gol nel nuovo impianto. Inizialmente era previsto che il nuovo stadio portasse il nome del fondatore del club Hans Gamper, ma vista l'opposizione di molte autorità dell'epoca, la giunta direttiva optò per Estadi del Futbol Club Barcelona.
Il 24 maggio 1972 il Camp Nou ospitò la finale della Coppa delle Coppe 1971-1972, vinta per 3-2 dai Rangers contro la Dinamo Mosca. Nel 1975 nello stadio furono installati i tabelloni elettronici.
Nel 1980 l'impianto subì una serie di lavori di ampliamento in vista del campionato mondiale di calcio del 1982 da disputarsi in Spagna: furono inserite le logge VIP, una nuova sala stampa, nuovi tabelloni e fu edificato il terzo anello (di dimensioni più contenute rispetto all'iniziale progetto, essendo alto 46,6 metri anziché 52,5), che aggiunse altri 22 150 posti, portando la capienza a 71 731 posti a sedere, mentre la capienza di posti in piedi fu aumentata di altri 16 500 posti, portandola a 49 670, per una capacità totale di 121 401 posti.
Il 12 maggio 1982 il Barcellona sconfisse per 2-1 al Camp Nou lo Standard Liegi nella finale della Coppa delle Coppe 1981-1982.
Il 13 giugno 1982 il Camp Nou ospitò l'inaugurazione del Mondiale di Spagna e la prima partita del torneo (Belgio-Argentina 1-0 di fronte a 95 000 spettatori). Nei giorni successivi si svolsero nell'impianto altre tre partite della fase a gironi e la semifinale Italia-Polonia (2-0).
Nel 1984 fu inaugurato presso lo stadio un museo del FC Barcelona.
Il 5 marzo 1986, in occasione di Barcellona-Juventus, valida per i quarti di finale della Coppa dei Campioni, lo stadio fu gremito da 120 000 spettatori, record di affluenza nell'impianto (nella circostanza furono solo 1 401 i posti rimasti liberi).
Il 24 maggio 1989 si tenne al Camp Nou la finale della Coppa dei Campioni 1988-1989, vinta per 4-0 dal Milan contro la Steaua Bucarest, mentre nel 1992 vi si tennero varie partite dell'Olimpiade di Barcellona, tra cui la finale vinta dalla Spagna contro la Polonia. In preparazione agli incontri olimpici, furono installati due altri anelli di posti a sedere sul precedente tetto dello stadio.
Tra il 1993 e il 1994 lo stadio subì un'importante opera di ristrutturazione: il terreno di gioco fu abbassato di 2,5 metri, fu rimosso il fossato di sicurezza che separava il campo dagli spalti e furono progressivamente eliminati i posti in piedi, che fecero spazio a soli posti a sedere. Nel 1998 furono apportate altre migliorie: la creazione di una nuova sala stampa, l'ammodernamento dei box e della tribuna presidenziali, la realizzazione di un nuovo parcheggio posto sotto la tribuna principale e l'installazione di nuovi riflettori e di un nuovo impianto audio. Nel 1999, con le nuove normative UEFA, lo stadio divenne dotato di soli posti a sedere.
Il 26 maggio 1999 al Camp Nou si tenne la finale della UEFA Champions League 1998-1999, vinta per 2-1 dal Manchester Utd contro il Bayern Monaco.
Nel 2000, durante la presidenza di Joan Gaspart, un referendum indetto tra i soci del club decise di cambiare ufficialmente il nome dello stadio in Camp Nou, denominazione che ricevette 19 861 voti, pari al 68,25% dei 29 102 voti totali, e fu preferita a Estadi del Futbol Club Barcelona.
Nel settembre 2007 l'architetto inglese Norman Foster e la sua società vennero scelti per ristrutturare l'impianto catalano. Il progetto di Foster avrebbe portato la capienza a 105 000 spettatori; inoltre, la ristrutturazione avrebbe riguardato la facciata esterna dell'impianto, i parcheggi sotterranei, gli spogliatoi e la tribuna autorità. I lavori sarebbero dovuti iniziare nel 2009 e terminare nella stagione 2011-2012, tuttavia l'opposizione del presidente blaugrana Sandro Rosell, eletto nel 2010, alla vendita del Mini Estadi, che avrebbe dovuto finanziare l'opera di ristrutturazione, bloccò il progetto.
Nel gennaio 2014 fu presentato un nuovo piano di ampliamento dello stadio; i lavori sarebbero dovuti iniziare nel 2017 e terminare all'inizio del 2021. Nel 2015 fu presentata una versione ridefinita del progetto, i cui lavori sarebbero dovuti cominciare nell'estate del 2020 ed essere completati nel 2024.
Il 15 marzo 2022 è stato annunciato l'accordo tra il servizio di streaming musicale Spotify e il FC Barcelona per acquisire i diritti di denominazione dello stadio, in un affare del valore di 310 milioni di euro. Lo stadio ha dunque assunto il nome commerciale di Spotify Camp Nou nel luglio 2022, dopo l'approvazione dell'accordo di sponsorizzazione con Spotify da parte dell'assemblea straordinaria dei delegati del FC Barcelona il 3 aprile 2022.
Nel giugno 2023 sono iniziati i lavori di demolizione e ricostruzione dello stadio, quindi nella stagione 2023-2024 il Barcellona gioca all'Estadio Olimpico Lluis Companys.

## Incontri di rilievo

### Campionato europeo 1964
- Danimarca -  Unione Sovietica 0-3 (Semifinale, 17 giugno)
- Ungheria -  Danimarca 3-1 (Finale terzo posto, 20 giugno)

### Campionato mondiale 1982
- Argentina -  Belgio 0-1 (gruppo 3 e gara d'apertura, 13 giugno)
- Polonia -  Belgio 3-0 (gruppo A - secondo turno - 28 giugno)
- Unione Sovietica -  Belgio 1-0 (gruppo A - secondo turno - 1º luglio)
- Unione Sovietica -  Polonia 0-0 (gruppo A - secondo turno - 4 luglio)
- Polonia -  Italia 0-2 (Semifinale, 8 luglio)

### Finali di Coppa dei Campioni/UEFA Champions League
- Milan -  Steaua Bucarest 4-0 (finale, Coppa dei Campioni, 1989)
- Manchester Utd -  Bayern Monaco 2-1 (finale, Champions League, 1999)

### Finali di Coppa delle Coppe
- Rangers -  Dinamo Mosca 3-2 (finale, Coppa delle Coppe, 1972)
- Barcellona -  Standard Liegi 2-1 (finale, Coppa delle Coppe, 1982)

### Partite di Supercoppa UEFA
- Barcellona -  Nottingham Forest 1-1 (Supercoppa UEFA, 1979)
- Barcellona -  Aston Villa 1-0 (Supercoppa UEFA, 1982)
- Barcellona -  Milan 1-1 (Supercoppa UEFA, 1989)
- Barcellona -  Werder Brema 2-1 (Supercoppa UEFA, 1992)
- Barcellona -  Borussia Dortmund 2-0 (Supercoppa UEFA, 1997)

### Finali di Coppa delle Fiere
- Real Saragozza -  Valencia 2-1 (finale, Coppa delle Fiere, 1964)

## Museo

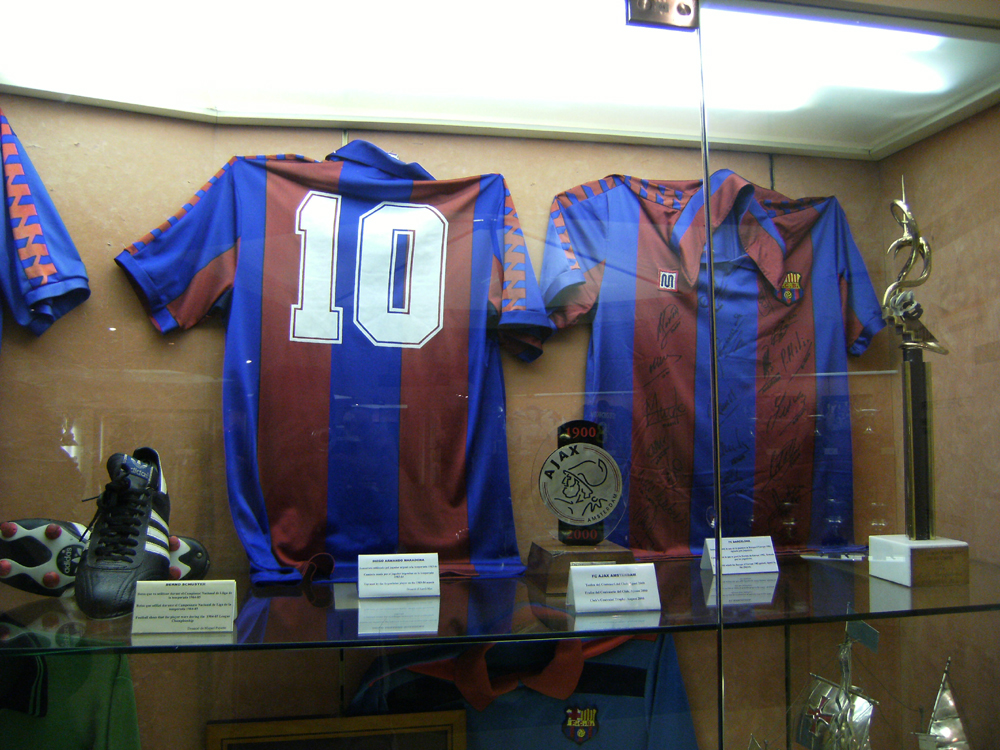
Memorabilia blaugrana presenti all'interno del museo, tra cui la maglia di Maradona.

Lo stadio ospita al suo interno un museo dedicato alla storia del Barcellona, noto ufficialmente come Museo Fútbol Club Barcelona. Inaugurato nel 1984 sotto la presidenza di Josep Lluís Núñez (al quale è ufficialmente intitolato), accoglie ogni anno centinaia di migliaia di visitatori, con un picco di oltre 1 600 000 ingressi registrato nel 2011.
Il cammino espositivo, su una superficie di oltre 3500 m², permette di ripercorrere la storia del club attraverso memorabilia, opere d'arte e un archivio con molti documenti, video e immagini sulla storia della squadra. Nell'esposizione è incluso il giro dello stadio.

## Attività extracalcistiche

### Rugby
Il 4 novembre 2014 la Ligue Nationale de Rugby (LNR), che opera campionati professionistici di rugby di Francia, ha annunciato che la finale del Top-14 2015-16 si sarebbe tenuta al Camp Nou il 24 giugno 2016 anziché come da tradizione allo Stade de France nel sobborgo parigino di Saint-Denis. Le cause di questo cambio di programmazione sono imputabili alla Coppa del Mondo di Rugby 2015 che ha causato lo spostamento di diverse settimane dell'inizio del campionato francese di rugby, in più lo Stade de France non poteva essere disponibile perché occupato per UEFA Euro 2016. La finale, giocata il 24 giugno 2016, ha visto affrontarsi Racing 92-Tolone con la vittoria dei parigini per 29 a 21; il match ha registrato 99.124 presenze registrando un nuovo record di spettatori per una partita di rugby nazionale. Il precedente record di 84.068 è stato fissato da una partita Saracens-Harlequins allo stadio di Wembley nel 2015.

### Concerti

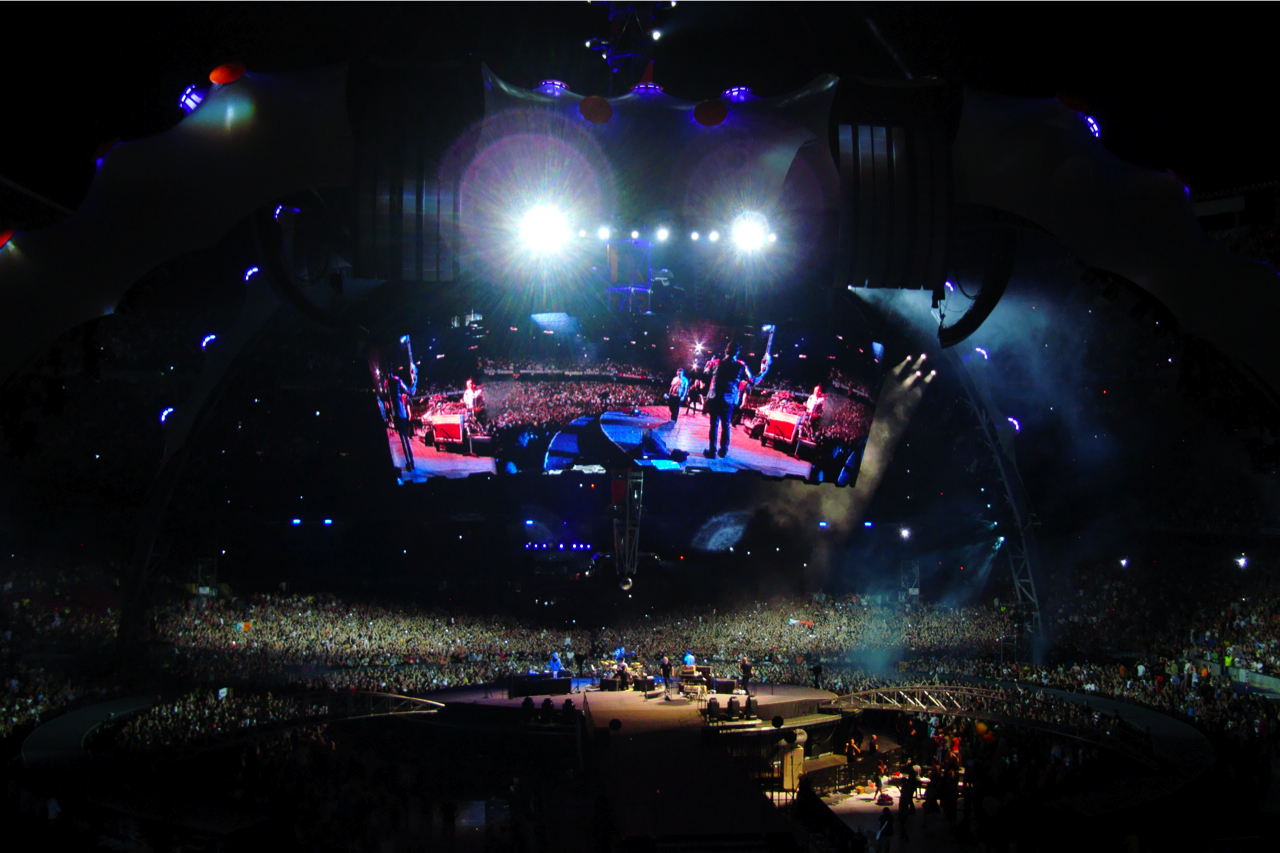
La tappa al Camp Nou del 360º Tour degli U2 (2009).

Nel 1988 Julio Iglesias si è esibito al Camp Nou di fronte a 120 000 persone.
Altri spettacoli di alto profilo al Camp Nou sono Stati quelli di Bruce Springsteen il 3 agosto 1988, durante il suo Tunnel of Love Express Tour, e di nuovo il 19 e il 20 luglio 2008 durante il suo Magic Tour.
Il 9 agosto 1988 Michael Jackson ha cantato allo stadio di fronte a 95 000 fan durante il suo Bad World Tour.
Il 10 settembre 1988 si tenne nello stadio un concerto benefico organizzato da Amnesty International per sostenere i diritti umani. All'evento parteciparono, tra gli altri, Bruce Springsteen, Sting, Peter Gabriel, Youssou N'Dour, Tracy Chapman, El Último de la Fila.
Un concerto dei Tre Tenori, Josep Carreras, Placido Domingo e Luciano Pavarotti, si svolse al Camp Nou il 13 luglio 1997.
Gli U2 si sono esibiti nello stadio per tre volte: il 7 agosto 2005 durante il loro Vertigo Tour, davanti a un tutto esaurito di 81 269 persone, poi il 30 giugno e il 2 luglio 2009 durante il loro U2 360º Tour, di fronte ad un totale di 182 055 persone.

### Altri eventi
Il 17 novembre 1982, in occasione della concessione della cittadinanza onoraria di Barcellona al pontefice Giovanni Paolo II, si celebrò una messa davanti ad oltre 121 000 fedeli al Camp Nou.
Molti altri artisti, fra cui lo stilista Dirk Bikkembergs, hanno avuto la possibilità di utilizzare l'impianto per mostre e sfilate.

## Galleria d'immagini

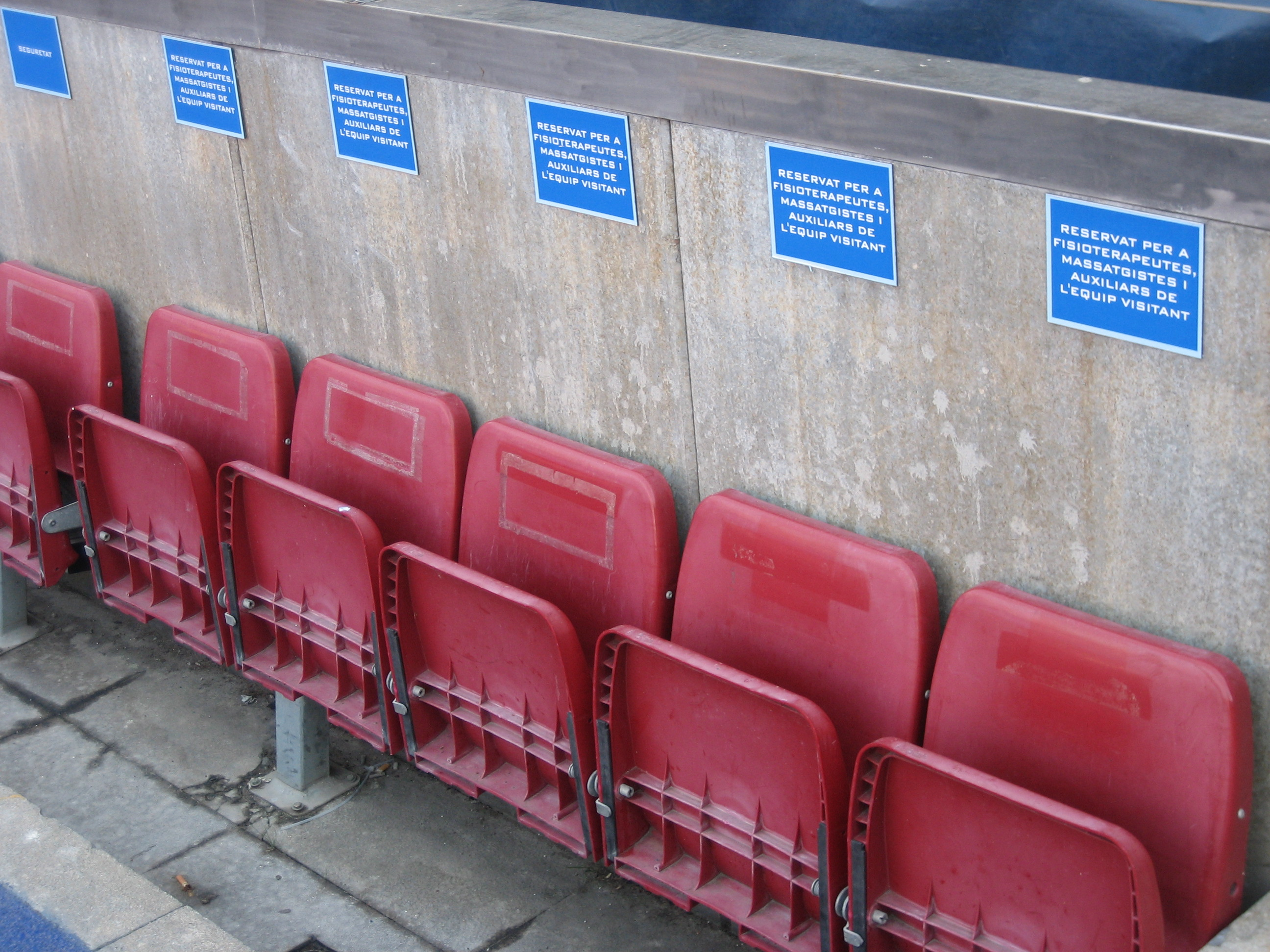
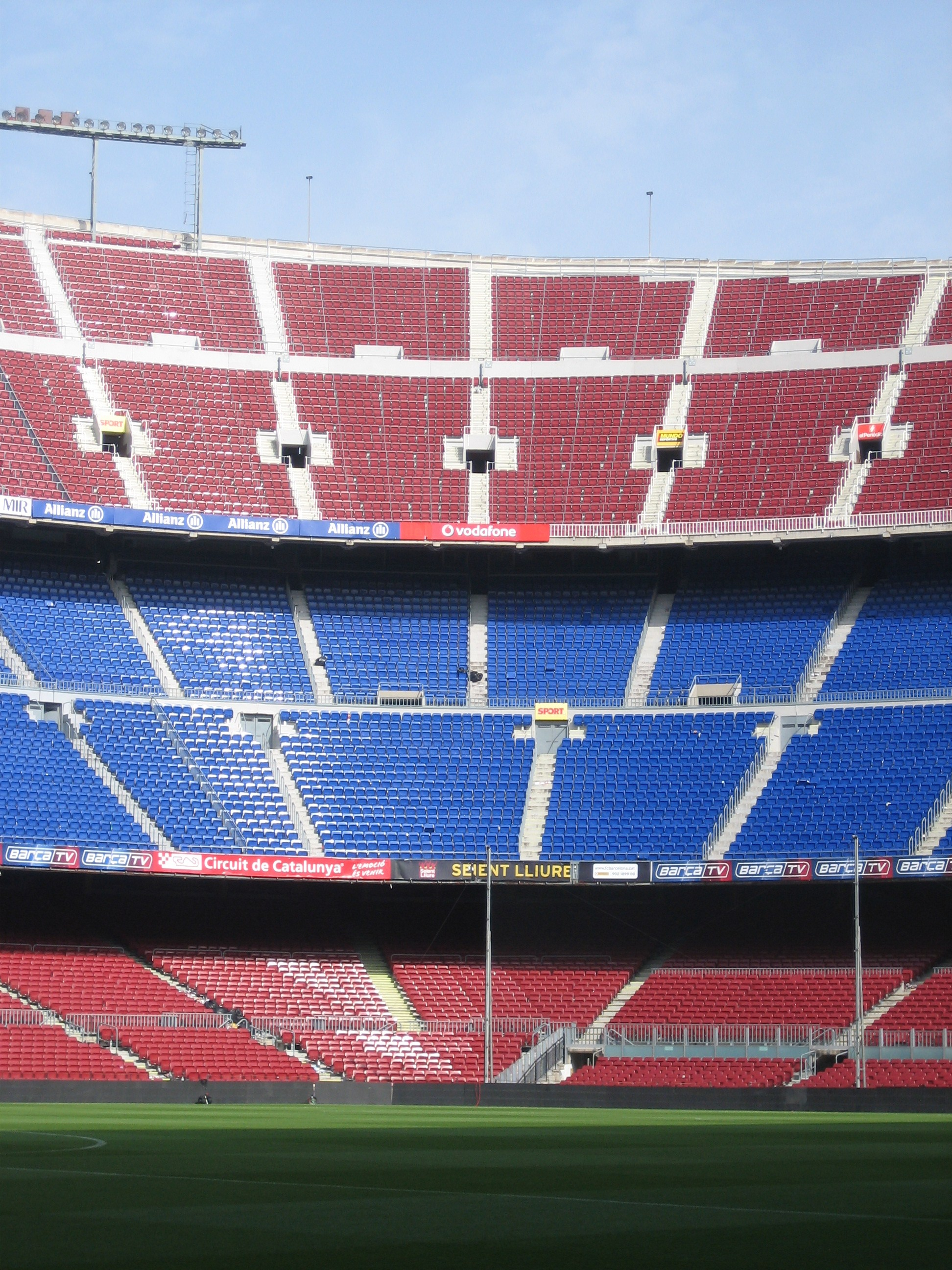
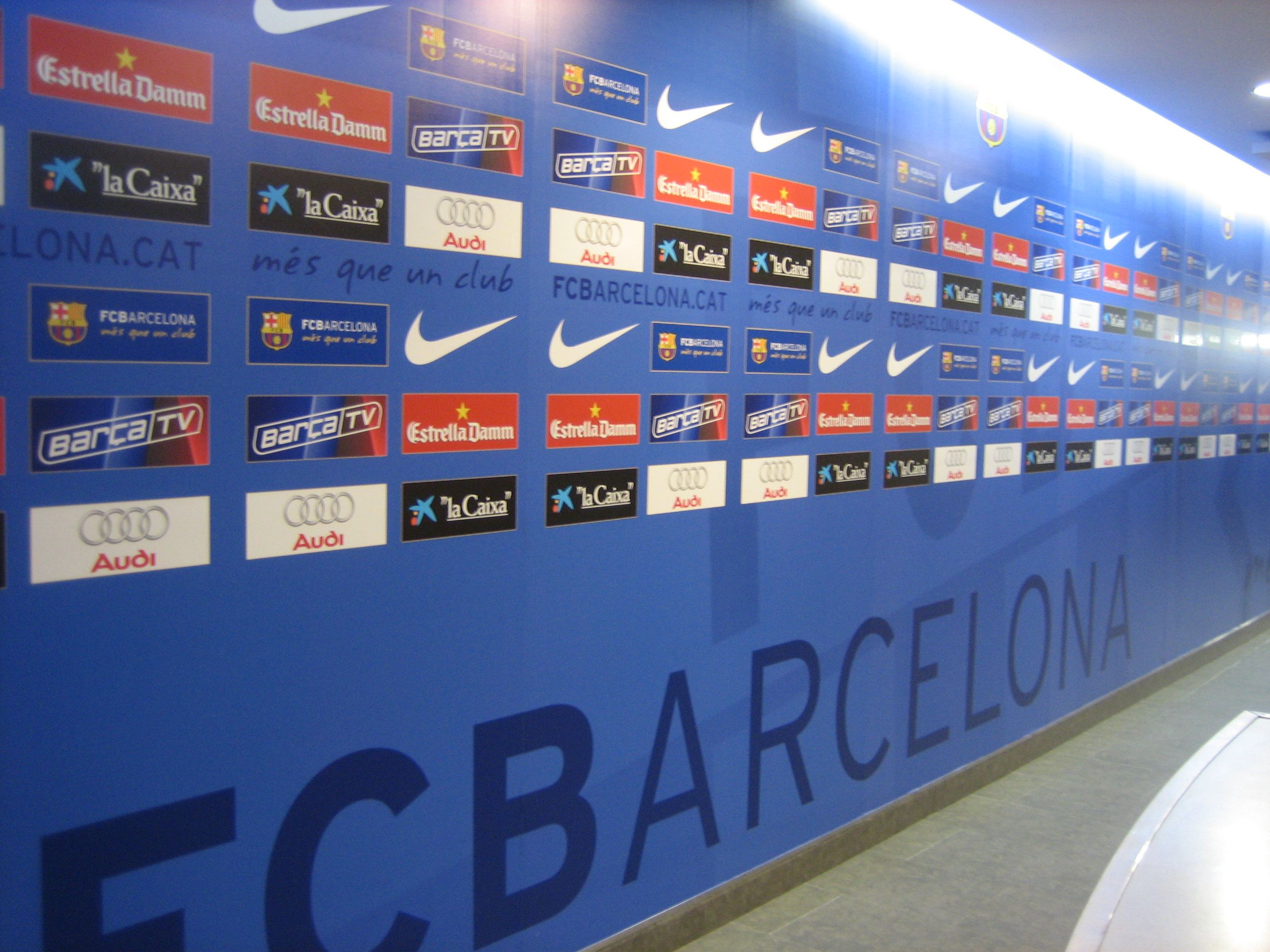
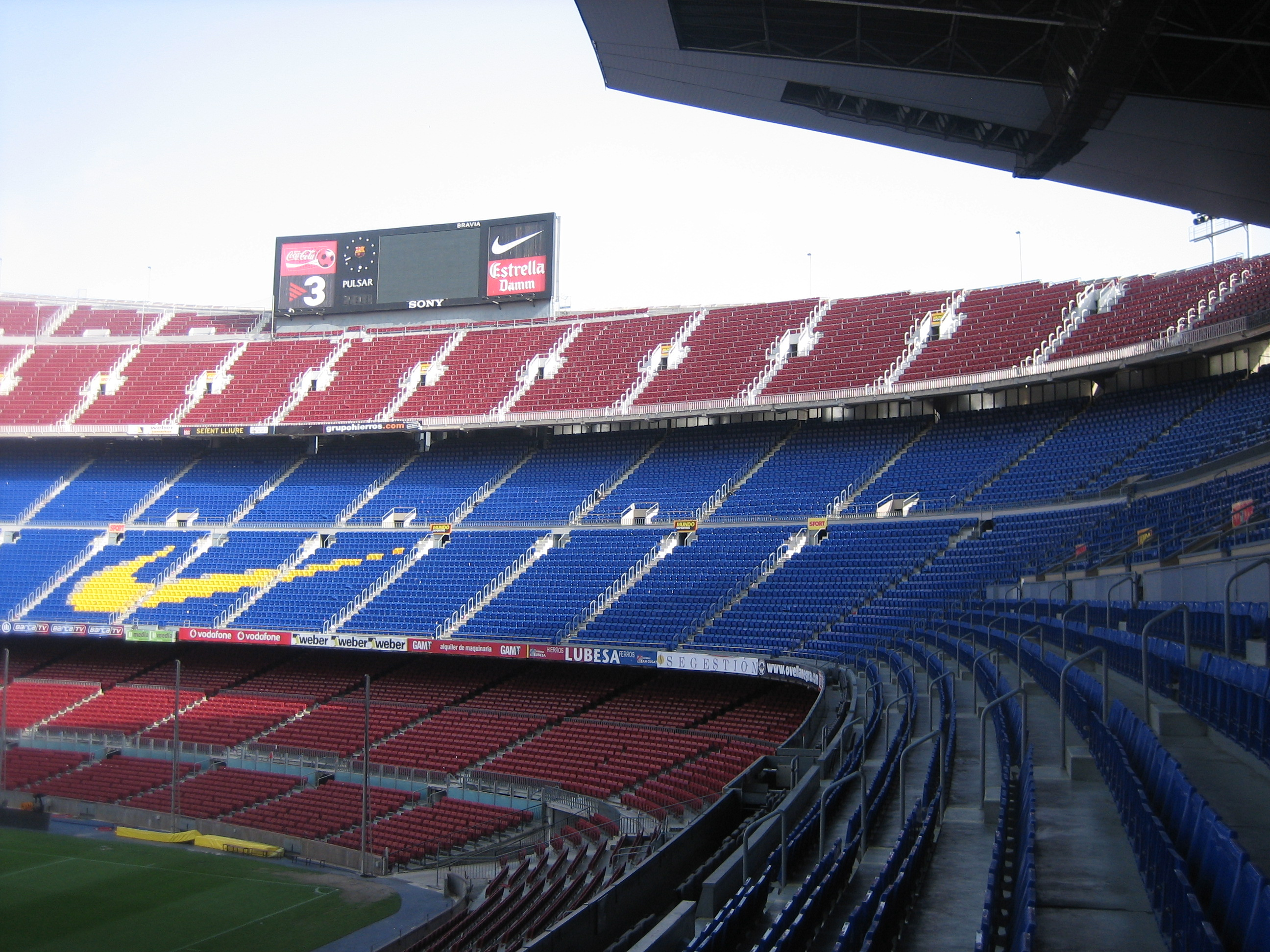
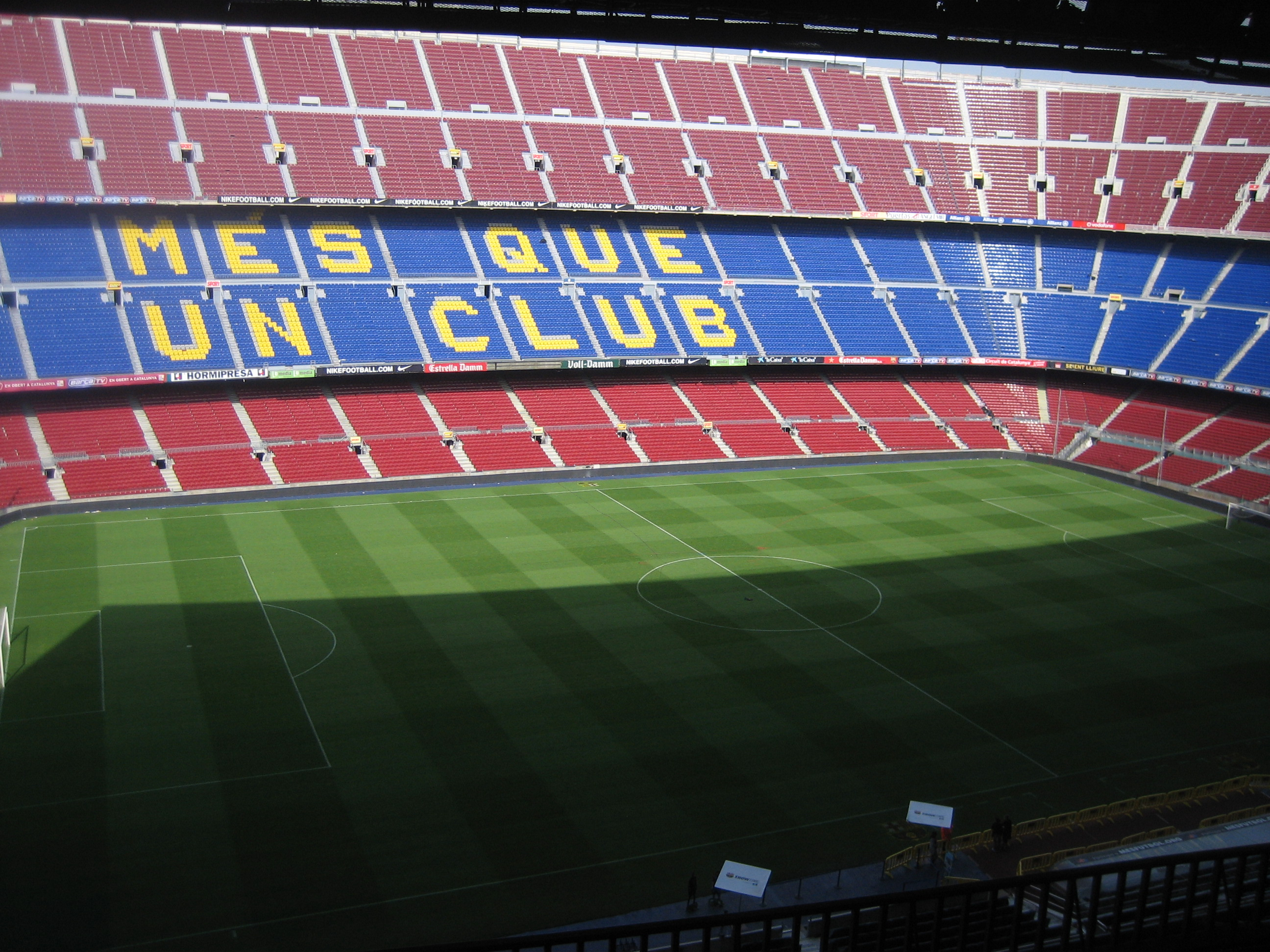
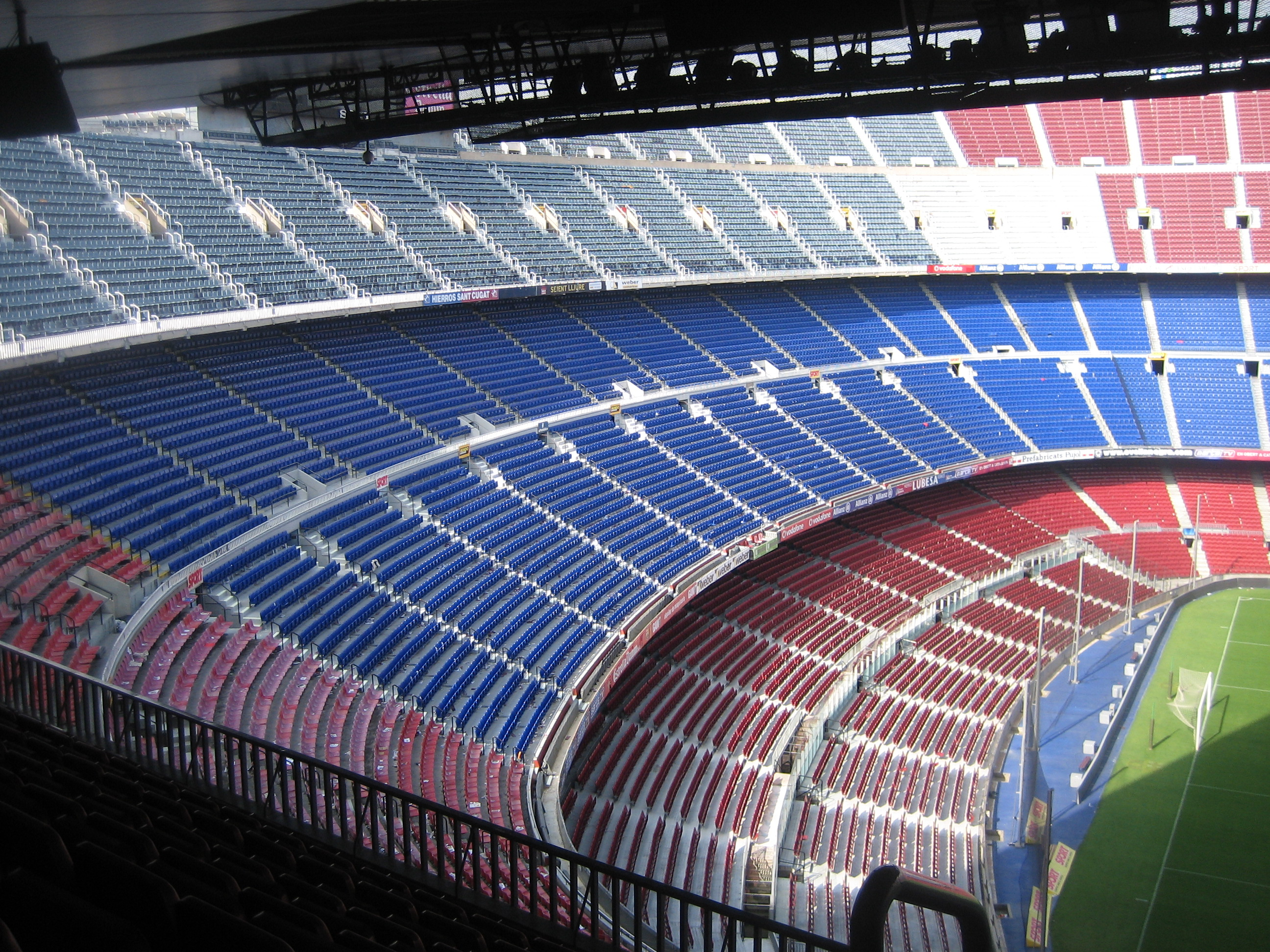
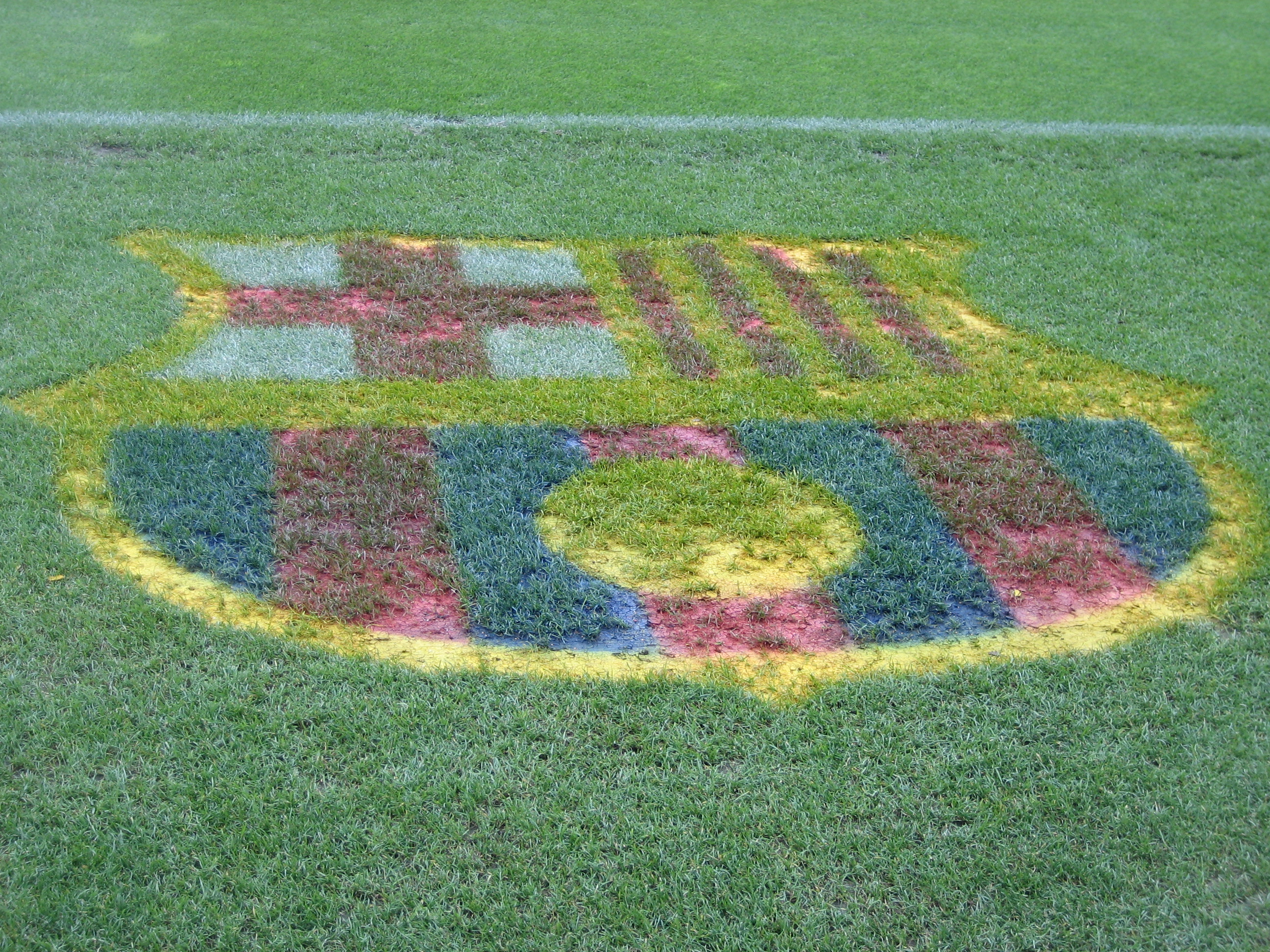
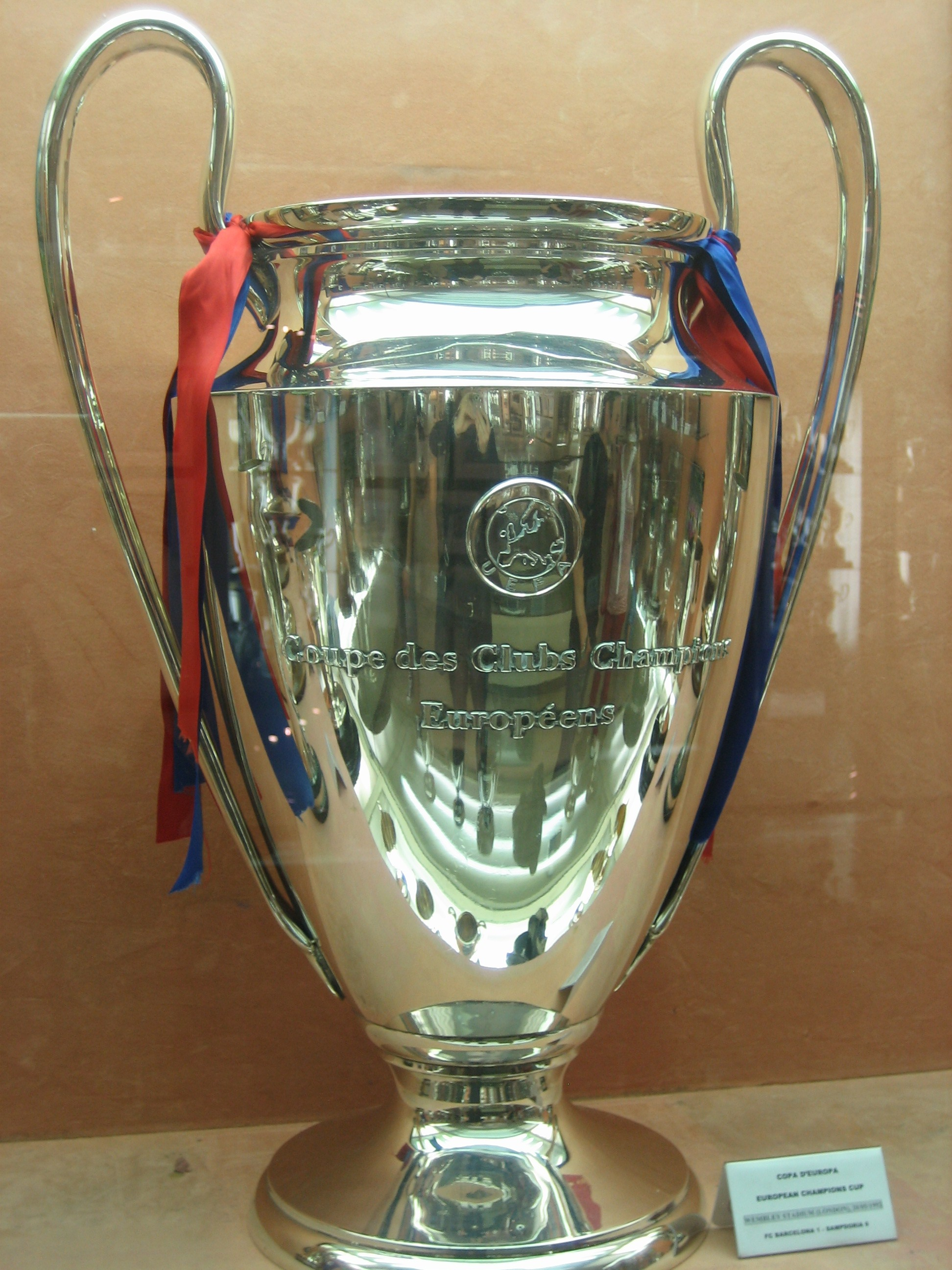